# 客家語
客家語（はっかご）は、主に漢族である客家人が使用するシナ語派の一言語。あるいは中国語の方言。

## 分布
話者は、主に広東省東部、福建省西部、江西省南部の山間部に分布するが、四川省、湖南省、広西チワン族自治区、海南省、浙江省南部などの各省区や海外の華僑・華人にも多くの話者がいる。また、福建省や浙江省に居住するショー族の大部分も客家語を話す。
台湾では、台湾の北西部に位置する桃園市南部、新竹県と苗栗県の大半、新竹市と台中市の一部、および台湾南部に位置する屏東県と高雄市のうち六堆と呼ばれる地域、花蓮県の一部で話されている。しかし、客家委員会が2004年に行った調査では、これらの客家の密集地域でも、若年層では話者の比率は3割に満たず、客家語離れが進んでいるため、現在は小学校でも客家語など、母語を教える時間が設けられたり、民主進歩党政権になって始まった国営・客家テレビなどにより、保存と継承の努力が進められている。また企業でも、コールセンターや窓口などに客家語窓口を設置するなどの取り組みも進んでいる。
また、シンガポール、インドネシア（主にジャワ島、スマトラ島北西部、バンカ島、ボルネオ島西部など）、マレーシア（主にサラワク州）などの東南アジア、モーリシャス、インドの一部地域、アメリカ合衆国にも華僑、華人として集団で暮らす客家がおり、客家語も使用されている。
推定使用者人口は5500万人（内訳：中国4500万人、台湾300万人、その他海外1000万人）。
多くの居住地において、客家語話者は少数派となっていることが多く、周囲の言語・方言と比べて影響力が低いことから、語彙を借用することがよく行われており、地域差がある。例えば、マレーシアの客家語ではマレー語、台湾の客家語では台湾語、広東省の客家語では広東語からの借用語が多く見られる。
ただし、ショー族が客家語を話すように、客家語が主流の地域では、他の民族が客家語を話したり、語彙を取り入れる例も見られる。

## 起源

### 宋代贛語東支論
1990年代以来、学界では一般に客家語の音韻はほぼ宋代に形成されたと考えられている（あるいは「晩唐五代から宋初まで」を指す場合もある）。音声上では極僅かな南朝通語の痕跡がある。劉鎮發（2001）は客家語が宋代贛語の東支であり、明中葉までに贛語内で独立した支族として発展したと指摘している。江敏華（2011）は共同創造の観点から、贛語の全濁清化送気と一部の贛語東部方言の人称代名詞複数の語尾が客家語と共通の創造であると論じている。
他の贛語は明清時代に官話に大きく侵食されたが、贛語の東支にはほとんど官話の成分がないのは、南宋時代に江西南部で贛語の東支を話す漢人が閩西山地に大規模に侵入し、畲人（ミャオ族ヤオ族に属する）が住む地域を開拓したためである。元朝、明朝による科挙の優遇や労役の制度により、閩西山地の贛系漢人と畲人が互いに協力し合い、結果的に畬語の母語話者が大規模に贛化（漢化）され、言語が変化した。鄧盛有（2007）は、「客家語には...一部はミャオ族やヤオ族の古代の同源語があり、これらの語彙の音義はすべてミャオ族やヤオ族の中で非常に保存されたものである...客家語の語法現象、動物の性別修飾要素の逆転構詞現象、そして動作の繰り返しを表す副詞の後置現象などから見ると、客家語とミャオ族語、ヤオ族語の間には非常に密接な関係がある」と述べている。

## 下位分類
中国社会科学院とオーストラリア人文科学院の『中国言語アトラス』などによると、大陸部分の客家語は下記の下位分類をすることができる。
- 贛州片
- 粤北片
- 東江本地片
- 潮汕片
- 潮漳片
- 粤桂瓊片
- 汀州片
- 寧龍片
- 于桂片
- 銅鼓片
- 川湘片

### 台湾の客家語
清代に台湾に移住した客家人は、出身地によって主に以下の「四、海、大、平、安」の五種に分類されている。
- 四県腔（苗栗腔）
広東省嘉應州府の梅県や近隣の長楽県、興寧県、鎮平県、平遠県などの四県の出身者。台湾の客家語の標準的な発音となっている。台湾では北西部に位置する桃園市の一部、苗栗県の「山線」地域、および台湾南部に位置する六堆地区（高雄市、屏東県の一部）などで用いられる。苗栗県公館あたりが標準と考えられているため、苗栗腔とも呼ばれるが、ただし苗栗と六堆では、一部語彙が異なり（たとえば、接続助詞andにあたる lau1（苗栗など北部）とthung2（南部）など）、中華民国教育部による『客家語拼音方案使用手冊』のように後者を南四県腔として分けることもある。
- 海陸腔（新竹腔）
広東省恵州府の海豊県、陸豊県の出身者が用いる（ただし広東省の当該地域は現在では閩南語化しているところが多い）。台湾では四県腔に次いで広く用いられる。桃園市新屋区、観音区、新竹県の大部分で用いられる。台湾の場合、声調の調値の高低の向きが四県腔と逆になっており、四県腔よりも調類が一つ多い（去声が二つある）。
- 大埔腔（東勢腔）
広東省梅州市の大埔県出身者が用いる。台湾では台中市の東勢区、石岡区、新社区に分布する。発音は四県腔に近い。
- 饒平腔
広東省潮州府の饒平県、恵来県、普寧県、掲陽県、海陽県、潮陽県出身者が用いる。台湾では苗栗県卓蘭鎮、彰化県員林鎮、永靖郷、田尾郷、及び新竹県の一部に分布する。発音は大埔腔と近い。
- 詔安腔
福建省漳州府の詔安県、南靖県、平和県、雲霄県出身者が用いる。福建省では優勢な閩南語と同じ語彙を多く持つが、漳州の閩南語の調値とは高低が逆のように感じられる。台湾では雲林県崙背郷、二崙郷、西螺鎮と桃園県八徳区、大渓鎮、龍潭郷に分布するが、人口はきわめて少なく（数千人とされている）、他の客家語母語話者からも理解がしづらい方言となっている。

## 名称
客家話が分布する地域が広いため、各地で異なる呼び方がある。広東省東部、北部、福建省、台湾では客家話、客話と呼ばれる。

## 特徴
客家語には入声を含む5つまたは6つの声調がある。
日本の漢字音の多くは唐代・宋代に伝来したため（漢音・唐音を参照）、同時期の中国語の特徴をよく残している客家語の発音と類似性、対応が見られる。例えば、梅州客家語の数字の数え方は「一 it5、二 nyi4、三 sam1、四 si4、五 ng3」である。
従来、広東省の梅州市（旧梅県市）で話される客家語が、客家語の代表とされ、海外で各地の客家が集まる様な場合は梅県方言を共通語として使用する例も見られたが、最近では、台湾では梅州と関連が深い四県方言がテレビ放送で使われるなど、重要な役割をもつようになりつつあり、使用地域の経済発展がめざましい広東省恵陽方言も重要性を増している。

## 音声
客家語の音節は、他の中国語（漢語）方言と同じく、声母（語頭子音）と韻母は48種、声調の組み合わせで成り立っている。
広東省梅州市内の客家語の場合、基本声母は17種、韻母は74種、声調は6種ある。

### 声母
|        |            | 両唇音  | 唇歯音 | 歯茎音   | 軟口蓋音 | 声門音 |
| ------ | ---------- | ------- | ------ | -------- | -------- | ------ |
| 閉鎖音 | 無声無気音 | [p] 巴  |        | [t] 打   | [k] 加   |        |
| 閉鎖音 | 無声有気音 | [pʰ] 扒 |        | [tʰ] 他  | [kʰ] 卡  |        |
| 破擦音 | 無声無気音 |         |        | [ts] 炸  |          |        |
| 破擦音 | 無声有気音 |         |        | [tsʰ] 車 |          |        |
| 摩擦音 | 無声音     |         | [f] 花 | [s] 沙   |          | [h] 下 |
| 摩擦音 | 有声音     |         | [v] 蛙 |          |          |        |
| 接近音 | 接近音     |         |        | [l] 拉   |          |        |
| 鼻音   | 鼻音       | [m] 馬  |        | [n] 拿   | [ŋ] 牙   |        |

上記の他にゼロ声母がひとつ加わり、17種となる。

#### 子音
上記の声母に加えて、客家語の子音としては入声の音節末に見られる内破音がある。内破音には両唇([p̚])、歯茎([t̚])、軟口蓋([k̚])の3種がある。入声韻尾と対応する音節末の子音には両唇(-m [m])、歯茎(-n [n])、軟口蓋(-ng [ŋ])の3種の鼻音韻尾を持つものがあり、意味の弁別に使われている。また、mとnには音節化して、韻母として働くものがある。
韻母がiで始まる場合は、声母の子音に口蓋化が見られるが、非口蓋化子音との弁別には用いられない。

### 韻母
| 介音・母音 | 開尾韻  | 開尾韻   | 開尾韻   | 鼻尾韻   | 鼻尾韻   | 鼻尾韻   | 塞尾韻   | 塞尾韻   | 塞尾韻   |
| 介音・母音 | 無韻尾  | i韻尾    | u韻尾    | m韻尾    | n韻尾    | ŋ韻尾    | p韻尾    | t韻尾    | k韻尾    |
| ---------- | ------- | -------- | -------- | -------- | -------- | -------- | -------- | -------- | -------- |
| 無母音     |         |          |          | [mˌ] 唔  | [nˌ] 五  |          |          |          |          |
| 無介音     | [a] 阿  | [ai] 矮  | [au] 坳  | [am] 暗  | [an] 研  | [aŋ] 罌  | [ap̚] 鴨  | [at̚] 殺  | [ak̚] 呃  |
| 介音i-     | [ia] 野 | [iai] 椰 | [iau] 要 | [iam] 艷 | [ian] 燕 | [iaŋ] 影 | [iap̚] 葉 | [iat̚] 粤 | [iak̚] 爚 |
| 介音u-     | [ua] 瓜 | [uai] 快 |          |          | [uan] 關 | [uaŋ] 礦 |          | [uat̚] 刮 | [uak̚] 𥕏 |
| 無介音     | [ɛ] 欸  |          | [ɛu] 歐  | [ɛm] 森  | [ɛn] 恩  |          | [ɛp̚] 罯  | [ɛt̚] 黑  |          |
| 介音i-     | [iɛ] □  |          |          |          | [iɛn] 棉 |          |          | [iɛt̚] 列 |          |
| 介音u-     |         |          |          |          | [uɛn] 耿 |          |          | [uɛt̚] 國 |          |
| 無介音     | [i] 衣  |          | [iu] 有  | [im] 音  | [in] 英  |          | [ip̚] 邑  | [it̚] 一  |          |
| 無介音     | [ɔ] 屙  | [ɔi] 愛  |          |          | [ɔn] 安  | [ɔŋ] 戇  |          | [ɔt̚] 遏  | [ɔk̚] 悪  |
| 介音i-     | [iɔ] 喲 |          |          |          | [iɔn] 軟 | [iɔŋ] 羊 |          | [iɔt̚] □  | [iɔk̚] 約 |
| 介音u-     | [uɔ] 過 |          |          |          | [uɔn] 官 | [uɔŋ] 光 |          |          | [uɔk̚] 郭 |
| 無介音     | [u] 烏  | [ui] 危  |          |          | [un] 温  | [uŋ] 翁  |          | [ut̚] 吻  | [uk̚] 屋  |
| 介音i-     |         | [iui] 鋭 |          |          | [iun] 運 | [iuŋ] 用 |          | [iut̚] 郁 | [iuk̚] 肉 |
| 無介音     | [ɿ] 思  |          |          | [əm] 審  | [ən] 神  |          | [əp̚] 十  | [ət̚] 食  |          |

梅州客家語の主母音は[a ɛ i ɔ u ə]の6種と分析することができる。これに介音のi-とu-と、韻尾を組み合わせて韻母ができる。

### 声調
客家語は、他の中国語と同様に声調言語であり、梅州の発音では平声、上声、去声、入声の四声の内、平声と入声が陰陽（高低）各1対に分かれ、計6つの調類がある。しかし、入声の調値は平声の調値と近いため基本的に4種類の調値を区別すればよい。
| 声調番号 | 声調名 | 声調パターン | 調値 | 例字 | 備考               |
| -------- | ------ | ------------ | ---- | ---- | ------------------ |
| 第1声    | 陰平声 | 高平調       | 44   | 沙   |                    |
| 第2声    | 陽平声 | 低平調       | 11   | 蛇   |                    |
| 第3声    | 上声   | 低降調       | 31   | 耍   |                    |
| 第4声    | 去声   | 高降調       | 53   | 射   |                    |
| 第5声    | 陰入声 | 低促調       | 1    | 殺   | 調値は陽平声と同じ |
| 第6声    | 陽入声 | 高促調       | 5    | 舌   | 調値は陰平声に近い |

## 文字

### 漢字
客家語はこれまで一貫して漢字による表記がなされてきた。
台湾では、中華民国教育部により客家語の研究、保存、教育推進を目的として2009年以降台湾客家語書写推薦用字が制定されている。

### ローマ字
19世紀中期、キリスト教の宣教師によって、非識字の庶民に対する布教を目的として様々な客家語用ローマ字表記が考案されるようになった。これらの表記は各地方の方言に準拠して設計されたものであり、方言によって表記法も様々異なるものとなっていた。一例として、2012年に出版された『客語聖經：現代台灣客語譯本』に用いられている白話字は台湾客家語のうち四県腔をベースとし海陸腔の要素も加えたものとなっている。
広東省では、省教育部門により1960年9月に「客家話拼音方案」が公布されている。これは一般に標準客家語として受容されている梅州市梅江区・梅県区の梅県話の発音に基づいた体系であり、声調はローマ字の右上に番号を添え書きする形で表現する。
一方、台湾では1998年に通用拼音の一種である台湾客語通用拼音が2003年から2008年まで公式の発音表記として採用されていた。この表記法は四県腔および海陸腔に対応した表記法であった。2000年に出版された『星の王子さま』の客家語版（四県腔苗栗方言準拠）は、漢字と台湾客語通用拼音の併記という形で執筆されている。
2009年、中華民国教育部はこの台湾客語通用拼音をもととして、声調記号を漢語拼音に合わせた上で、大埔腔、饒平腔、詔安腔の表記にも対応させた台湾客家語拼音方案を公布した。この台湾客家語拼音方案は、2012年に南四県腔の表記にも対応した現行方式へと改訂され、同時に「客家語拼音方案」へと改称されている。
これ以外にも、台湾言語文学協会による客音標方案をはじめ各機関独自の客家語ローマ字表記法が存在する。

### 仮名文字
日本統治時代には台湾総督府によって台湾客家語の発音を片仮名（広東語仮名）で付記することが試みられた。しかしながら同様に片仮名を用いた台湾語の発音表記法である台湾語仮名と異なり、あまり広くは普及しなかった。

## 辞典
台湾客家語に関しては、中華民国教育部官製のオンライン辞典である『臺灣客家語常用詞辭典』が開設されている。2008年（民国97年）5月に試用版がリリースされた後、データ改訂とシステム再構築を経て2019年（民国108年）11月より正式に公開されている。